# Segunda fase da Copa Libertadores da América de 2014
A segunda fase da Copa Libertadores da América de 2014, também conhecida como fase de grupos, foi disputada entre 11 de fevereiro e 10 de abril. O sorteio dos grupos ocorreu em Luque, no Paraguai, em 12 de dezembro de 2013.
O campeão e o vice de cada grupo ao final de seis jogos disputados dentro dos grupos avançaram à fase final, iniciando a partir das oitavas.
A tabela dos jogos foi anunciada pela CONMEBOL em 18 de dezembro de 2013.

## Critérios de desempate
De acordo com o regulamento estabelecido para as últimas edições, caso duas ou mais equipes empatassem em números de pontos ao final da segunda fase, os seguintes critérios seriam aplicados:
1. melhor saldo de gols entre as equipes em questão;
2. maior número de gols marcados entre as equipes em questão;
3. maior número de gols marcados como visitante entre as equipes em questão;
4. sorteio.

## Grupos
|  | Equipes classificadas para a fase final |
|  | Equipes eliminadas                      |

Todas as partidas estão no horário local.

### Grupo 1
| Equipe              | Pts | J | V | E | D | GP | GC | SG |
| ------------------- | --- | - | - | - | - | -- | -- | -- |
| Vélez Sarsfield     | 15  | 6 | 5 | 0 | 1 | 9  | 3  | +6 |
| The Strongest       | 10  | 6 | 3 | 1 | 2 | 8  | 7  | +1 |
| Atlético Paranaense | 9   | 6 | 3 | 0 | 3 | 7  | 7  | 0  |
| Universitario       | 1   | 6 | 0 | 1 | 5 | 3  | 10 | –7 |

| 11 de fevereiro | Universitario | 0 – 1     | Vélez Sarsfield | Estádio Monumental, Lima    |
| 21:30 (UTC−5)   |               | Relatório | Canteros 80'    | Árbitro: ECU Roddy Zambrano |

| 13 de fevereiro | Atlético Paranaense | 1 – 0     | The Strongest | Estádio Vila Capanema, Curitiba |
| 20:00 (UTC−2)   | Paulinho Dias 23'   | Relatório |               | Árbitro: URU Daniel Fedorczuk   |

| 20 de fevereiro | The Strongest | 1 – 0     | Universitario | Estádio Hernando Siles, La Paz |
| 21:15 (UTC−4)   | Wayar 70'     | Relatório |               | Árbitro: PAR Julio Quintana    |

| 25 de fevereiro | Vélez Sarsfield        | 2 – 0     | Atlético Paranaense | Estádio José Amalfitani, Buenos Aires |
| 19:45 (UTC−3)   | Tobio 37' · Pratto 78' | Relatório |                     | Árbitro: URU Roberto Silvera          |

| 11 de março   | The Strongest          | 2 – 0     | Vélez Sarsfield | Estádio Hernando Siles, La Paz |
| 20:15 (UTC−4) | Escobar 55' (pen), 76' | Relatório |                 | Árbitro: CHI Julio Bascuñán    |

| 13 de março   | Universitario | 0 – 1     | Atlético Paranaense | Estádio Monumental, Lima  |
| 21:30 (UTC−5) |               | Relatório | Duarte 67' (g.c.)   | Árbitro: COL Imer Machado |

| 18 de março   | Vélez Sarsfield         | 2 – 0     | The Strongest | Estádio José Amalfitani, Buenos Aires |
| 22:00 (UTC−3) | Pratto 78' · Correa 80' | Relatório |               | Árbitro: VEN Juan Soto                |

| 20 de março   | Atlético Paranaense                          | 3 – 0     | Universitario | Estádio Vila Capanema, Curitiba |
| 17:30 (UTC−3) | Dalton 10' (g.c.) · Felipe 61' · Éderson 84' | Relatório |               | Árbitro: CHI Patricio Polic     |

| 26 de março   | Atlético Paranaense | 1 – 3     | Vélez Sarsfield                          | Estádio Vila Capanema, Curitiba |
| 22:00 (UTC−3) | Dráusio 53'         | Relatório | Allione 6' · Pratto 59' · Canteros 90+2' | Árbitro: COL Wilmar Roldán      |

| 27 de março   | Universitario                                | 3 – 3     | The Strongest                                   | Estádio Monumental, Lima   |
| 21:00 (UTC−5) | Ruidíaz 28' · Gonzáles 37' · Gómez 56' (pen) | Relatório | Chávez 32' (g.c.) · Cristaldo 65' · Reinoso 89' | Árbitro: COL José Buitrago |

| 8 de abril    | Vélez Sarsfield | 1 – 0     | Universitario | Estádio José Amalfitani, Buenos Aires |
| 19:45 (UTC−3) | Nanni 51'       | Relatório |               | Árbitro: CHI Carlos Ulloa             |

| 8 de abril    | The Strongest                 | 2 – 1     | Atlético Paranaense | Estádio Hernando Siles, La Paz |
| 18:45 (UTC−4) | Manoel 39' (g.c.) · Solíz 54' | Relatório | Adriano 45+2'       | Árbitro: ECU Roddy Zambrano    |

### Grupo 2
| Equipe                  | Pts | J | V | E | D | GP | GC | SG |
| ----------------------- | --- | - | - | - | - | -- | -- | -- |
| Unión Española          | 9   | 6 | 2 | 3 | 1 | 10 | 9  | +1 |
| San Lorenzo             | 8   | 6 | 2 | 2 | 2 | 6  | 5  | +1 |
| Independiente del Valle | 8   | 6 | 2 | 2 | 2 | 10 | 10 | 0  |
| Botafogo                | 7   | 6 | 2 | 1 | 3 | 5  | 7  | –2 |

| 11 de fevereiro | Botafogo                    | 2 – 0     | San Lorenzo | Estádio do Maracanã, Rio de Janeiro |
| 20:00 (UTC−2)   | Ferreyra 29' · Wallyson 51' | Relatório |             | Árbitro: URU Roberto Silvera        |

| 18 de fevereiro | Independiente del Valle          | 2 – 2     | Unión Española         | Estádio Rumiñahui, Sangolquí |
| 20:30 (UTC−5)   | Sornoza 30' (pen) · Guerrero 57' | Relatório | Jaime 53' · Chávez 58' | Árbitro: BOL Raúl Orosco     |

| 26 de fevereiro | Unión Española | 1 – 1     | Botafogo     | Estádio Santa Laura, Santiago |
| 19:45 (UTC−3)   | Chávez 74'     | Relatório | Ferreyra 86' | Árbitro: VEN Juan Soto        |

| 27 de fevereiro | San Lorenzo | 1 – 0     | Independiente del Valle | Estádio Nuevo Gasómetro, Buenos Aires |
| 19:30 (UTC−3)   | Correa 55'  | Relatório |                         | Árbitro: PAR Enrique Cáceres          |

| 12 de março   | San Lorenzo | 1 – 1     | Unión Española | Estádio Nuevo Gasómetro, Buenos Aires |
| 19:45 (UTC−3) | Matos 20'   | Relatório | Canales 83'    | Árbitro: URU Darío Ubríaco            |

| 12 de março   | Independiente del Valle | 2 – 1     | Botafogo    | Estádio Rumiñahui, Sangolquí |
| 17:45 (UTC−5) | Núñez 26' · Sornoza 90' | Relatório | Bolívar 59' | Árbitro: PER Manuel Garay    |

| 18 de março   | Botafogo    | 1 – 0     | Independiente del Valle | Estádio do Maracanã, Rio de Janeiro |
| 22:00 (UTC−3) | Ferreyra 3' | Relatório |                         | Árbitro: URU Darío Ubríaco          |

| 20 de março   | Unión Española | 1 – 0     | San Lorenzo | Estádio Santa Laura, Santiago |
| 22:00 (UTC−3) | Canales 66'    | Relatório |             | Árbitro: COL José Buitrago    |

| 27 de março   | Independiente del Valle | 1 – 1     | San Lorenzo | Estádio Olímpico Atahualpa, Quito |
| 18:45 (UTC−5) | Sornoza 90+5' (pen)     | Relatório | Blandi 58'  | Árbitro: PAR Carlos Amarilla      |

| 2 de abril    | Botafogo | 0 – 1     | Unión Española    | Estádio do Maracanã, Rio de Janeiro |
| 19:45 (UTC−3) |          | Relatório | Canales 71' (pen) | Árbitro: URU Daniel Fedorczuk       |

| 9 de abril    | San Lorenzo                    | 3 – 0     | Botafogo | Estádio Nuevo Gasómetro, Buenos Aires |
| 22:00 (UTC−3) | Villalba 28' · Piatti 53', 88' | Relatório |          | Árbitro: VEN Juan Soto                |

| 9 de abril    | Unión Española                                        | 4 – 5     | Independiente del Valle                       | Estádio Santa Laura, Santiago |
| 22:00 (UTC−3) | Campos 10', 59' · León 65' (g.c.) · Canales 72' (pen) | Relatório | Angulo 11', 48', 57', 75' · Sornoza 77' (pen) | Árbitro: PAR Julio Quintana   |

### Grupo 3
| Equipe         | Pts | J | V | E | D | GP | GC | SG |
| -------------- | --- | - | - | - | - | -- | -- | -- |
| Cerro Porteño  | 10  | 6 | 3 | 1 | 2 | 10 | 9  | +1 |
| Lanús          | 8   | 6 | 2 | 2 | 2 | 6  | 5  | +1 |
| O'Higgins      | 7   | 6 | 1 | 4 | 1 | 5  | 5  | 0  |
| Deportivo Cali | 7   | 6 | 2 | 1 | 3 | 6  | 8  | –2 |

| 12 de fevereiro | Deportivo Cali | 1 – 0     | Cerro Porteño | Estádio Pascual Guerrero, Cáli |
| 21:15 (UTC−5)   | Viáfara 72'    | Relatório |               | Árbitro: BRA Paulo de Oliveira |

| 13 de fevereiro | Lanús | 0 – 0     | O'Higgins | Estádio La Fortaleza, Lanús  |
| 21:15 (UTC−3)   |       | Relatório |           | Árbitro: BOL Óscar Maldonado |

| 19 de fevereiro | O'Higgins | 1 – 0     | Deportivo Cali | Estádio Monumental, Santiago |
| 21:45 (UTC−3)   | Opazo 83' | Relatório |                | Árbitro: BRA Ricardo Marques |

| 26 de fevereiro | Cerro Porteño                         | 3 – 1     | Lanús     | Estádio General Pablo Rojas, Assunção |
| 19:45 (UTC−3)   | Güiza 46' · dos Santos 50', 55' (pen) | Relatório | Ortiz 59' | Árbitro: BRA Héber Lopes              |

| 13 de março   | O'Higgins                | 2 – 2     | Cerro Porteño                | Estádio Monumental, Santiago |
| 21:15 (UTC−3) | López 35' · Figueroa 46' | Relatório | Gamarra 54' · dos Santos 77' | Árbitro: URU Martín Vázquez  |

| 13 de março   | Deportivo Cali                   | 2 – 1     | Lanús      | Estádio Pascual Guerrero, Cáli |
| 21:30 (UTC−5) | Viáfara 62' · Lizarazo 73' (pen) | Relatório | Acosta 19' | Árbitro: BRA Leandro Vuaden    |

| 20 de março   | Lanús                          | 2 – 0     | Deportivo Cali | Estádio La Fortaleza, Lanús   |
| 19:45 (UTC−3) | Pereyra Díaz 2' · Velázquez 4' | Relatório |                | Árbitro: URU Daniel Fedorczuk |

| 20 de março   | Cerro Porteño                  | 2 – 1     | O'Higgins          | Estádio General Pablo Rojas, Assunção |
| 19:45 (UTC−3) | Güiza 2' · dos Santos 7' (pen) | Relatório | Calandria 9' (pen) | Árbitro: PER Víctor Carrillo          |

| 26 de março   | Deportivo Cali | 1 – 1     | O'Higgins | Estádio Pascual Guerrero, Cáli |
| 20:00 (UTC−5) | Camacho 90+2'  | Relatório | Opazo 56' | Árbitro: MEX Roberto García    |

| 27 de março   | Lanús                    | 2 – 0     | Cerro Porteño | Estádio La Fortaleza, Lanús  |
| 18:30 (UTC−3) | Araujo 71' · Benítez 89' | Relatório |               | Árbitro: URU Roberto Silvera |

| 8 de abril    | Cerro Porteño                                         | 3 – 2     | Deportivo Cali          | Estádio General Pablo Rojas, Assunção |
| 21:00 (UTC−4) | Payares 37' (g.c.) · Güiza 44' · dos Santos 79' (pen) | Relatório | Marrugo 11' · Rivas 61' | Árbitro: URU Darío Ubríaco            |

| 8 de abril    | O'Higgins | 0 – 0     | Lanús | Estádio El Teniente, Rancagua |
| 22:00 (UTC−3) |           | Relatório |       | Árbitro: BRA Wilton Sampaio   |

### Grupo 4
| Equipe           | Pts | J | V | E | D | GP | GC | SG |
| ---------------- | --- | - | - | - | - | -- | -- | -- |
| Atlético Mineiro | 12  | 6 | 3 | 3 | 0 | 8  | 5  | +3 |
| Nacional         | 8   | 6 | 2 | 2 | 2 | 8  | 10 | –2 |
| Zamora           | 7   | 6 | 2 | 1 | 3 | 6  | 6  | 0  |
| Santa Fe         | 5   | 6 | 1 | 2 | 3 | 10 | 11 | –1 |

| 11 de fevereiro  | Zamora | 0 – 1     | Atlético Mineiro | Estádio La Carolina, Barinas |
| 19:45 (UTC−4:30) |        | Relatório | Jô 87'           | Árbitro: ARG Mauro Vigliano  |

| 11 de fevereiro | Santa Fe                             | 3 – 1     | Nacional           | Estádio El Campín, Bogotá   |
| 21:30 (UTC−5)   | Méndez 57' · Torres 58' · Copete 80' | Relatório | Martínez 77' (pen) | Árbitro: ARG Germán Delfino |

| 20 de fevereiro | Nacional     | 1 – 0     | Zamora | Estádio Defensores del Chaco, Assunção |
| 20:00 (UTC−3)   | Melgarejo 9' | Relatório |        | Árbitro: URU Christian Ferreyra        |

| 26 de fevereiro | Atlético Mineiro         | 2 – 1     | Santa Fe  | Estádio Independência, Belo Horizonte |
| 22:00 (UTC−3)   | Jô 61' · Neto Berola 86' | Relatório | Pérez 59' | Árbitro: URU Daniel Fedorczuk         |

| 12 de março      | Zamora                         | 2 – 1     | Santa Fe   | Estádio La Carolina, Barinas |
| 20:30 (UTC−4:30) | Ramírez 58' (pen) · Falcón 83' | Relatório | Copete 71' | Árbitro: ECU Roddy Zambrano  |

| 12 de março   | Nacional                         | 2 – 2     | Atlético Mineiro   | Estádio Antonio Oddone Sarubbi, Ciudad del Este |
| 22:00 (UTC−3) | Melgarejo 8' · Torales 86' (pen) | Relatório | Josué 21' · Jô 26' | Árbitro: ARG Patricio Loustau                   |

| 18 de março   | Santa Fe       | 2 – 2     | Zamora            | Estádio El Campín, Bogotá    |
| 20:00 (UTC−5) | Pérez 25', 87' | Relatório | Falcón 45+2', 72' | Árbitro: BOL Óscar Maldonado |

| 19 de março   | Atlético Mineiro     | 1 – 1     | Nacional    | Estádio Independência, Belo Horizonte |
| 19:45 (UTC−3) | Ronaldinho 19' (pen) | Relatório | Riveros 36' | Árbitro: ECU Omar Ponce               |

| 25 de março      | Zamora                   | 2 – 0     | Nacional | Estádio La Carolina, Barinas |
| 19:15 (UTC−4:30) | Falcón 57' · Murillo 64' | Relatório |          | Árbitro: ARG Diego Abal      |

| 3 de abril    | Santa Fe  | 1 – 1     | Atlético Mineiro | Estádio El Campín, Bogotá |
| 21:00 (UTC−5) | Cuero 63' | Relatório | Guilherme 7'     | Árbitro: ARG Saúl Laverni |

| 10 de abril   | Atlético Mineiro | 1 – 0     | Zamora | Estádio Independência, Belo Horizonte |
| 17:30 (UTC−3) | Jô 9'            | Relatório |        | Árbitro: CHI Roberto Tobar            |

| 10 de abril   | Nacional                                | 3 – 2     | Santa Fe              | Estádio Defensores del Chaco, Assunção |
| 16:30 (UTC−4) | Benítez 38' · Bareiro 47' · Torales 83' | Relatório | Medina 30', 81' (pen) | Árbitro: URU Martín Vázquez            |

### Grupo 5
| Equipe               | Pts | J | V | E | D | GP | GC | SG |
| -------------------- | --- | - | - | - | - | -- | -- | -- |
| Defensor Sporting    | 11  | 6 | 3 | 2 | 1 | 11 | 5  | +6 |
| Cruzeiro             | 10  | 6 | 3 | 1 | 2 | 13 | 7  | +6 |
| Universidad de Chile | 10  | 6 | 3 | 1 | 2 | 6  | 9  | –3 |
| Real Garcilaso       | 3   | 6 | 1 | 0 | 5 | 4  | 13 | –9 |

| 12 de fevereiro | Real Garcilaso             | 2 – 1     | Cruzeiro          | Estádio Huancayo, Huancayo |
| 19:00 (UTC−5)   | Brítez 52' · Rodríguez 62' | Relatório | Bruno Rodrigo 20' | Árbitro: VEN José Argote   |

| 13 de fevereiro | Universidad de Chile | 1 – 0     | Defensor Sporting | Estádio Nacional, Santiago   |
| 19:00 (UTC−3)   | Lorenzetti 83'       | Relatório |                   | Árbitro: PAR Enrique Cáceres |

| 19 de fevereiro | Defensor Sporting                         | 4 – 1     | Real Garcilaso | Estádio Luis Franzini, Montevidéu |
| 20:30 (UTC−2)   | Correa 35' · Gedoz 46' · Olivera 69', 86' | Relatório | Ramúa 20'      | Árbitro: ECU Roddy Zambrano       |

| 25 de fevereiro | Cruzeiro                                                    | 5 – 1     | Universidad de Chile | Estádio Mineirão, Belo Horizonte |
| 17:30 (UTC−3)   | Ricardo Goulart 33', 42', 84' · Dagoberto 38' · Willian 89' | Relatório | Lorenzetti 65'       | Árbitro: ARG Saúl Laverni        |

| 11 de março   | Defensor Sporting | 2 – 0     | Cruzeiro | Estádio Luis Franzini, Montevidéu |
| 19:00 (UTC−3) | Gedoz 63', 77'    | Relatório |          | Árbitro: ARG Diego Abal           |

| 11 de março   | Real Garcilaso | 1 – 2     | Universidad de Chile          | Estádio Huancayo, Huancayo |
| 21:30 (UTC−5) | Rodríguez 36'  | Relatório | Fernández 39' · Gutiérrez 76' | Árbitro: COL Wilmar Roldán |

| 18 de março   | Universidad de Chile | 1 – 0     | Real Garcilaso | Estádio Santa Laura, Santiago |
| 19:45 (UTC−3) | Herrera 61' (pen)    | Relatório |                | Árbitro: PAR Antonio Arias    |

| 20 de março   | Cruzeiro                                   | 2 – 2     | Defensor Sporting          | Estádio Mineirão, Belo Horizonte |
| 22:00 (UTC−3) | Éverton Ribeiro 45+4' · Júlio Baptista 62' | Relatório | Gedoz 65' · Zeballos 90+3' | Árbitro: ARG Mauro Vigliano      |

| 1 de abril    | Real Garcilaso | 0 – 2     | Defensor Sporting             | Estádio Huancayo, Huancayo  |
| 19:00 (UTC−5) |                | Relatório | Amado 50' · De Arrascaeta 53' | Árbitro: PAR Julio Quintana |

| 3 de abril    | Universidad de Chile | 0 – 2     | Cruzeiro                        | Estádio Nacional, Santiago  |
| 20:45 (UTC−3) |                      | Relatório | Bruno Rodrigo 16' · Samudio 39' | Árbitro: ARG Germán Delfino |

| 9 de abril    | Cruzeiro                                                     | 3 – 0     | Real Garcilaso | Estádio Mineirão, Belo Horizonte |
| 22:00 (UTC−3) | Ricardo Goulart 23' · Bruno Rodrigo 26' · Júlio Baptista 41' | Relatório |                | Árbitro: COL Adrián Vélez        |

| 9 de abril    | Defensor Sporting | 1 – 1     | Universidad de Chile | Estádio Luis Franzini, Montevidéu |
| 22:00 (UTC−3) | Alonso 56'        | Relatório | Fernández 38'        | Árbitro: ARG Patricio Loustau     |

### Grupo 6
| Equipe            | Pts | J | V | E | D | GP | GC | SG |
| ----------------- | --- | - | - | - | - | -- | -- | -- |
| Grêmio            | 14  | 6 | 4 | 2 | 0 | 8  | 1  | +7 |
| Atlético Nacional | 10  | 6 | 3 | 1 | 2 | 7  | 8  | –1 |
| Newell's Old Boys | 8   | 6 | 2 | 2 | 2 | 10 | 7  | +3 |
| Nacional          | 1   | 6 | 0 | 1 | 5 | 4  | 13 | –9 |

| 13 de fevereiro | Nacional | 0 – 1     | Grêmio      | Estádio Gran Parque Central, Montevidéu |
| 22:15 (UTC−2)   |          | Relatório | Riveros 68' | Árbitro: PAR Antonio Arias              |

| 13 de fevereiro | Atlético Nacional | 1 – 0     | Newell's Old Boys | Estádio Atanasio Girardot, Medellín |
| 21:30 (UTC−5)   | Cardona 80'       | Relatório |                   | Árbitro: CHI Julio Bascuñán         |

| 25 de fevereiro | Grêmio                           | 3 – 0     | Atlético Nacional | Arena do Grêmio, Porto Alegre |
| 22:00 (UTC−3)   | Luan 28' · Ramiro 64' · Ruiz 88' | Relatório |                   | Árbitro: CHI Patricio Polic   |

| 27 de fevereiro | Newell's Old Boys                                               | 4 – 0     | Nacional | Estádio Marcelo Bielsa, Rosário |
| 21:45 (UTC−3)   | Rodríguez 12' · Curbelo 45+1' (g.c.) · Bernardi 53' · Orzán 86' | Relatório |          | Árbitro: CHI Enrique Osses      |

| 11 de março   | Atlético Nacional    | 2 – 2     | Nacional                | Estádio Atanasio Girardot, Medellín |
| 19:15 (UTC−5) | Bocanegra 70', 90+1' | Relatório | de Pena 3' · García 18' | Árbitro: MEX Marco Rodríguez        |

| 13 de março   | Grêmio | 0 – 0     | Newell's Old Boys | Arena do Grêmio, Porto Alegre |
| 21:15 (UTC−3) |        | Relatório |                   | Árbitro: PAR Carlos Amarilla  |

| 18 de março   | Nacional | 0 – 1     | Atlético Nacional | Estádio Gran Parque Central, Montevidéu |
| 19:45 (UTC−3) |          | Relatório | Cardona 63'       | Árbitro: BOL Raúl Orosco                |

| 19 de março   | Newell's Old Boys | 1 – 1     | Grêmio         | Estádio Marcelo Bielsa, Rosário |
| 22:00 (UTC−3) | Rodríguez 78'     | Relatório | Rhodolfo 90+1' | Árbitro: ECU Carlos Vera        |

| 26 de março   | Nacional                      | 2 – 4     | Newell's Old Boys                             | Estádio Centenario, Montevidéu |
| 19:45 (UTC−3) | Mascia 11' · Scotti 60' (pen) | Relatório | Castro 21' · Cáceres 53' · Trezeguet 74', 90' | Árbitro: CHI Patricio Polic    |

| 2 de abril    | Atlético Nacional | 0 – 2     | Grêmio                | Estádio Atanasio Girardot, Medellín |
| 20:00 (UTC−5) |                   | Relatório | Dudu 52' · Barcos 69' | Árbitro: PAR Enrique Cáceres        |

| 10 de abril   | Newell's Old Boys | 1 – 3     | Atlético Nacional                      | Estádio Marcelo Bielsa, Rosário |
| 22:00 (UTC−3) | Casco 16'         | Relatório | Tréllez 7' · Cárdenas 13' · Berrío 54' | Árbitro: PAR Antonio Arias      |

| 10 de abril   | Grêmio           | 1 – 0     | Nacional | Arena do Grêmio, Porto Alegre |
| 22:00 (UTC−3) | Barcos 12' (pen) | Relatório |          | Árbitro: BOL Óscar Maldonado  |

### Grupo 7
| Equipe   | Pts | J | V | E | D | GP | GC | SG |
| -------- | --- | - | - | - | - | -- | -- | -- |
| Bolívar  | 11  | 6 | 3 | 2 | 1 | 8  | 6  | +2 |
| León     | 10  | 6 | 3 | 1 | 2 | 10 | 7  | +3 |
| Flamengo | 7   | 6 | 2 | 1 | 3 | 10 | 10 | 0  |
| Emelec   | 6   | 6 | 2 | 0 | 4 | 7  | 12 | –5 |

| 12 de fevereiro | León                            | 2 – 1     | Flamengo    | Estádio León, León         |
| 18:00 (UTC−6)   | Boselli 31' (pen) · Arizala 67' | Relatório | Cáceres 42' | Árbitro: COL José Buitrago |

| 13 de fevereiro | Emelec                 | 2 – 1     | Bolívar     | Estádio George Capwell, Guaiaquil |
| 21:30 (UTC−5)   | Mena 11' · Giménez 73' | Relatório | Callejón 9' | Árbitro: CHI Patricio Polic       |

| 19 de fevereiro | Bolívar      | 1 – 1     | León       | Estádio Hernando Siles, La Paz |
| 20:45 (UTC−4)   | Callejón 66' | Relatório | Boselli 2' | Árbitro: PER Manuel Garay      |

| 26 de fevereiro | Flamengo                              | 3 – 1     | Emelec       | Estádio do Maracanã, Rio de Janeiro |
| 22:00 (UTC−3)   | Elano 10' · Hernane 54' · Éverton 81' | Relatório | Escalada 87' | Árbitro: ARG Néstor Pitana          |

| 11 de março   | Emelec            | 2 – 1     | León     | Estádio George Capwell, Guaiaquil |
| 21:30 (UTC−5) | Escalada 15', 60' | Relatório | Peña 21' | Árbitro: VEN José Argote          |

| 12 de março   | Flamengo         | 2 – 2     | Bolívar                     | Estádio do Maracanã, Rio de Janeiro |
| 22:00 (UTC−3) | Éverton 54', 65' | Relatório | Capdevila 52' · Pedriel 72' | Árbitro: CHI Enrique Osses          |

| 19 de março   | León                                      | 3 – 0     | Emelec | Estádio León, León          |
| 19:00 (UTC−6) | Britos 19' · Vázquez 81' (pen) · Peña 85' | Relatório |        | Árbitro: ARG Diego Ceballos |

| 19 de março   | Bolívar       | 1 – 0     | Flamengo | Estádio Hernando Siles, La Paz   |
| 21:00 (UTC−4) | Arce 4' (pen) | Relatório |          | Árbitro: PAR Mario Díaz de Vivar |

| 26 de março   | León | 0 – 1     | Bolívar      | Estádio León, León            |
| 21:15 (UTC−6) |      | Relatório | Ferreira 69' | Árbitro: VEN Marlon Escalante |

| 2 de abril    | Emelec                  | 1 – 2     | Flamengo                             | Estádio George Capwell, Guaiaquil |
| 20:00 (UTC−5) | Stracqualursi 65' (pen) | Relatório | Alecsandro 8' (pen) · Paulinho 90+2' | Árbitro: CHI Julio Bascuñán       |

| 9 de abril    | Flamengo                          | 2 – 3     | León                                 | Estádio do Maracanã, Rio de Janeiro |
| 19:45 (UTC−3) | André Santos 29' · Alecsandro 34' | Relatório | Arizala 20' · Boselli 30' · Peña 83' | Árbitro: ARG Diego Abal             |

| 9 de abril    | Bolívar                    | 2 – 1     | Emelec       | Estádio Hernando Siles, La Paz |
| 18:45 (UTC−4) | Ferreira 1' · Callejón 50' | Relatório | Escalada 87' | Árbitro: ARG Mauro Vigliano    |

### Grupo 8
| Equipe               | Pts | J | V | E | D | GP | GC | SG |
| -------------------- | --- | - | - | - | - | -- | -- | -- |
| Santos Laguna        | 13  | 6 | 4 | 1 | 1 | 11 | 5  | +6 |
| Arsenal de Sarandí   | 12  | 6 | 4 | 0 | 2 | 11 | 4  | +7 |
| Peñarol              | 5   | 6 | 1 | 2 | 3 | 5  | 10 | –5 |
| Deportivo Anzoátegui | 3   | 6 | 0 | 3 | 3 | 4  | 12 | –8 |

| 11 de fevereiro | Santos Laguna | 1 – 0     | Arsenal de Sarandí | Estádio Corona, Torreón   |
| 18:15 (UTC−6)   | Peralta 18'   | Relatório |                    | Árbitro: COL Adrián Vélez |

| 12 de fevereiro  | Deportivo Anzoátegui | 1 – 1     | Peñarol      | Estádio José Antonio Anzoátegui, Puerto la Cruz |
| 17:15 (UTC−4:30) | Villegas 83'         | Relatório | Zalayeta 78' | Árbitro: ECU Diego Lara                         |

| 18 de fevereiro | Peñarol | 0 – 2     | Santos Laguna            | Estádio Centenario, Montevidéu |
| 21:15 (UTC−2)   |         | Relatório | Lacerda 53' · Abella 90' | Árbitro: BRA Héber Lopes       |

| 25 de fevereiro | Arsenal de Sarandí                     | 3 – 0     | Deportivo Anzoátegui | Estádio Julio Humberto Grondona, Sarandí |
| 22:00 (UTC−3)   | Furch 15' · Carrera 42' · Caraglio 50' | Relatório |                      | Árbitro: PER Víctor Carrillo             |

| 11 de março      | Deportivo Anzoátegui | 1 – 1     | Santos Laguna | Estádio José Antonio Anzoátegui, Puerto la Cruz |
| 19:45 (UTC−4:30) | Arteaga 71'          | Relatório | Peralta 62'   | Árbitro: BOL Raúl Orosco                        |

| 13 de março   | Arsenal de Sarandí | 1 – 0     | Peñarol | Estádio Julio Humberto Grondona, Sarandí |
| 19:00 (UTC−3) | Furch 3'           | Relatório |         | Árbitro: BRA Sandro Ricci                |

| 18 de março   | Santos Laguna                           | 3 – 0     | Deportivo Anzoátegui | Estádio Corona, Torreón       |
| 21:15 (UTC−6) | Rentería 12' · Orozco 55' · Peralta 65' | Relatório |                      | Árbitro: COL Wilson Lamouroux |

| 19 de março   | Peñarol                    | 2 – 1     | Arsenal de Sarandí | Estádio Centenario, Montevidéu |
| 19:45 (UTC−3) | Aguiar 69' · Rodríguez 81' | Relatório | Marcone 53'        | Árbitro: BRA Wilton Sampaio    |

| 25 de março   | Santos Laguna                                | 4 – 1     | Peñarol   | Estádio Corona, Torreón     |
| 20:00 (UTC−6) | Quintero 8', 78' · Orozco 58' · Rentería 79' | Relatório | Toledo 1' | Árbitro: BRA Leandro Vuaden |

| 26 de março      | Deportivo Anzoátegui | 1 – 3     | Arsenal de Sarandí                       | Estádio José Antonio Anzoátegui, Puerto la Cruz |
| 18:15 (UTC−4:30) | Escobar 55'          | Relatório | Sánchez 35' · Rolle 64' · Zaldivia 90+2' | Árbitro: BRA Ricardo Marques                    |

| 10 de abril   | Arsenal de Sarandí                              | 3 – 0     | Santos Laguna | Estádio Julio Humberto Grondona, Sarandí |
| 19:45 (UTC−3) | Rosero 20' · Echeverría 54' · Crosas 73' (g.c.) | Relatório |               | Árbitro: BRA Marcelo Henrique            |

| 10 de abril   | Peñarol  | 1 – 1     | Deportivo Anzoátegui | Estádio Centenario, Montevidéu |
| 19:45 (UTC−3) | Silva 8' | Relatório | Aguilar 64'          | Árbitro: PER Diego Haro        |